# Kerkera
Kerkera è un comune dell'Algeria, situato nella provincia di Skikda.